# Microgramma persicariifolia
Microgramma persicariifolia là một loài thực vật có mạch trong họ Polypodiaceae. Loài này được (Schrad.) C. Presl miêu tả khoa học đầu tiên năm 1836.